# Al-Tabni
Al-Tabni (tiếng Ả Rập: التبني, cũng đánh vần al-Tibni) là một thị trấn ở miền đông Syria, một phần hành chính của Tỉnh Deir ez-Zor, nằm dọc theo sông Euphrates, phía tây Deir ez-Zor. Theo Cục Thống kê Trung ương Syria, al-Tabni có dân số 7,205 trong cuộc điều tra dân số năm 2004.